# Herpetobotys camerounensis
Herpetobotys camerounensis là một loài bướm đêm trong họ Crambidae.